# Barra Mária
Barra Mária (Budapest, 1950. április 15. –) a Magyar Rádió bemondója és műsorvezetője, később kommunikációs tanár és coach.

## Pályafutása
1956 és 1964 között a budapesti Tanítóképző Főiskola Gyakorló Általános Iskolájába, majd a Kiss János altábornagy utcai Általános Iskolába járt. 1964 és 1968 között a Hámán Kató Gimnázium tanulója volt, itt érettségizett, majd 1979-ben az ELTE magyar-népművelés szakán szerezte diplomáját. 1974 és 1978 között a Magyar Televízió népszerű Jogi esetek című műsorának is rendszeres közreműködője volt. A nézők leveleiből olvasott fel, amelyre a műsor szakértői reagáltak.
1969-től 1986-ig a Magyar Rádió bemondója volt, 1986-tól szerkesztő-műsorvezetőként dolgozott, 1988 és 1990 a Magyar Rádió addisz-abebai akkreditált tudósítója volt. 1996-ban megalapította a Barra Mária Beszéd- és Kommunikációs Iskolát és a "Mit üzen a Rádió" című adás szerkesztő-műsorvezetője volt. 2000-től a Budapesti Kommunikációs Főiskola docense.
Az 1980-as években és az 1990-es évek elején, az M2-es metróvonalán az Örs vezér tere és Déli pályaudvar között közlekedő metrókocsikban Thoma István és Barra Mária hangján szólt az utastájékoztatás. A közlekedő járműveken az ő hangjukon mondták be az állomások neveit, és az indulások előtt az ő hangjuk hívta fel az utasok figyelmét az ajtók záródására is.

## Kitüntetései
- A Szocialista Kultúráért (1983)